# Таймер (фільм)
«Таймер» (англ. Timer) — стрічка 2009 року про жінку, яка вирішує купити пристрій, що допоможе швидше зустрітися з її коханням. Світова прем'єра стрічки відбулась на кінофестивалі «Трайбека».

## Сюжет
Лікар у стоматологічній клініці Уна впала в відчай, бо не може зустріти справжнє кохання. Досягнення сучасних технологій — пристрій Таймер має розв'язувати цю проблему, бо він буде сигналізувати у разі наближення дати зустрічі з другою половинкою. У суродженки Уни Стеф, яка задовольняється знайомствами з чоловіками на одну ніч, вже є така новинка та вона показує, що найближчі 15 років нічого серйозного їй годі й чекати.
Уні цікаво проводити час з працівником крамниці Майком, який закликає її жити сьогоднішнім днем. Стеф кортить познайомити сестру з новим знайомим Деном. Його дружина загинула і в нього не має таймера, бо їм він був не потрібний. На зустрічі сестри сваряться, а Майк розуміє, що в нього підробний пристрій. Мати тисне на Уну, бо та не має досі чоловіка.
Сестри вирішують позбутися таймерів. Стеф робить це першою, а таймер Уни несподівано починає відлік. Вона вирішує зберегти його. Відбувається сварка. На вечірку вони приходять окремо. Хоча Уна переконує Майка, що результати не мають значення, тому вона все ж таки позбулася таймера, він все одно йде. Сестри миряться. Ден і Уна діють обіцянку ще зустрітися.

## У ролях
| Актор               | Роль          |
| ------------------- | ------------- |
| Емма Колфілд        | Уна О'Лірі    |
| Мішель Борт         | Стеф ДеПоль   |
| Джон Патрік Амедорі | Майкі Іверс   |
| Десмонд Гаррінгтон  | Ден           |
| Джбет Вільямс       | Маріон ДеПоль |
| Келі Роша           | сваха Патті   |

## Створення фільму

### Виробництво
Зйомки проходили в Санта-Кларіті та Лос-Анджелесі, Каліфорнія, США.

### Знімальна група
- Кінорежисер — Жак Шеффер
- Сценарист — Жак Шеффер
- Кінопродюсер — Дженніфер Глінн, Ріккі Жаретт, Жак Шеффер
- Композитор — Ендрю Кайзер
- Кінооператор — Гарріс Хараламбус
- Кіномонтаж — Пітер Самет
- Художник-постановник — Мая Сігел
- Артдиректор — Скотт Ендж
- Художник-декоратор — Керен Коен
- Художник-костюмер — Ясмін Абрахам
- Підбір акторів — Аня Коллофф, Емі Мак-Інтайр Брітт, Майкл В. Ніколо[2]

## Сприйняття

### Критика
Фільм отримав переважно позитивні відгуки. На сайті Rotten Tomatoes оцінка стрічки становить 64 % на основі 14 відгуків від критиків (середня оцінка 6,2/10) і 62 % від глядачів із середньою оцінкою 3,5/5 (3 443 голоси). Фільму зарахований «стиглий помідор» від кінокритиків та «попкорн» від глядачів, Internet Movie Database — 6,5/10 (11 546 голосів).

### Номінації та нагороди
| Нагороди та номінації фільму «Таймер» | Нагороди та номінації фільму «Таймер» | Нагороди та номінації фільму «Таймер» | Нагороди та номінації фільму «Таймер» | Нагороди та номінації фільму «Таймер» | Нагороди та номінації фільму «Таймер» |
| Рік                                   | Кінофестиваль/кінопремія              | Категорія/нагорода                    | Номінант                              | Результат                             |                                       |
| ------------------------------------- | ------------------------------------- | ------------------------------------- | ------------------------------------- | ------------------------------------- | ------------------------------------- |
| 2009                                  | Кінофестиваль у Сіджасі               | Найкращий фільм                       | Жак Шеффер                            | Номінація                             |                                       |